# 王占山 (物理学家)
王占山，同济大学先进技术研究院院长、精密光学工程技术研究所所长、教授，主要从事等方面的研究工作。担任国际光学与光子学学会会士，入选中华人民共和国教育部2009年度"长江学者"特聘教授。